# Philippe de Lévis (évêque de Mirepoix)
Pour les articles homonymes, voir Philippe de Lévis.
Philippe de Lévis est un évêque français, né en 1466 et mort le 29 août 1537.

## Biographie
Issu de la maison de Lévis, il est le troisième fils de Jean IV de Lévis et de Charlotte de Lévis-Lugny-Coussan. Son frère François, mort en 1485 est seigneur de Lavelanet, et son autre frère Jean V est seigneur de Mirepoix de 1493 à 1533.
Philippe fait ses études à Toulouse et à Paris. Grâce à l'influence de sa famille, il devient abbé commendataire de la Trinité de Morigny en 1490, puis évêque de Bayonne en 1491, sans jamais prendre possession de son diocèse. Il est élu évêque de Mirepoix en 1493 (il renonce alors à Morigny et au diocèse de Bayonne), mais l'archevêque de Toulouse refuse de reconnaître cette élection et des interventions directes de la papauté sont nécessaires pour qu'il prenne possession de son nouveau diocèse, sa nomination officielle par bulle papale n'intervenant qu'en 1497. Il reçoit ensuite le prieuré de Camon le 3 novembre 1498, et l'abbaye de Lagrasse le 27 décembre 1500.
On lui doit la construction de la flèche du clocher de la cathédrale Saint-Maurice de Mirepoix (achevée en 1506), et le palais épiscopal, adossé à la cathédrale.